# The Spectral Sorrows
The Spectral Sorrows è il terzo album in studio del gruppo musicale progressive death metal svedese Edge of Sanity, pubblicato dalla Black Mark nel 1993.

## Tracce
1. The Spectral Sorrows – 1:44
2. Darkday – 4:28
3. Living Hell – 4:19
4. Lost – 4:35
5. The Masque – 6:38
6. Blood of My Enemies (Manowar Cover) – 3:29
7. Jesus Cries – 4:49
8. Across the Fields of Forever – 6:07
9. On the Other Side – 5:43
10. Sacrificed – 3:51
11. Waiting to Die – 3:11
12. Feeding the Charlatan – 2:45
13. A Serenade for the Dead – 2:23

## Formazione
- Dan Swanö − voce, chitarra, pianoforte
- Benny Larsson − batteria
- Andreas Axelsson − chitarra, basso, voce
- Sami Nerberg − chitarra